# Phaonia albocalyptrata
Phaonia albocalyptrata este o specie de muște din genul Phaonia, familia Muscidae, descrisă de Malloch în anul 1920. Conform Catalogue of Life specia Phaonia albocalyptrata nu are subspecii cunoscute.